# Kiefer Sutherland
Kiefer William Frederick Dempsey George Rufus Sutherland (Londra, 21 dicembre 1966) è un attore e musicista canadese con cittadinanza britannica.

Firma di Kiefer Sutherland

Figlio dell'attore Donald Sutherland e della seconda moglie Shirley Douglas, Kiefer è conosciuto soprattutto per il ruolo di Jack Bauer nella serie televisiva 24. Oltre all'attività di attore, possiede uno studio di registrazione e un'etichetta discografica, la Ironworks.

## Biografia
Figlio di Donald Sutherland e dell'attrice canadese Shirley Douglas, è anche nipote dello statista canadese Tommy Douglas. Lui e la sorella gemella, Rachel, sono nati a Londra e per questo motivo sono cittadini sia canadesi sia britannici. La famiglia Sutherland si spostò a Los Angeles quasi subito dopo la sua nascita ma, in seguito, i genitori divorziarono quando lui aveva quattro anni. È cresciuto principalmente con la madre, mentre il padre lo vedeva in estate e a Natale. Nel 1975 si trasferì a Toronto, nell'Ontario, dove crebbe nella zona di Crescent Town e studiò alle scuole superiori del St. Andrew's College e in seguito al Malvern Collegiate Institute, una scuola di preparazione al sacerdozio, proseguendo poi la preparazione al Regina Mundi College in Ontario.

### Carriera da attore

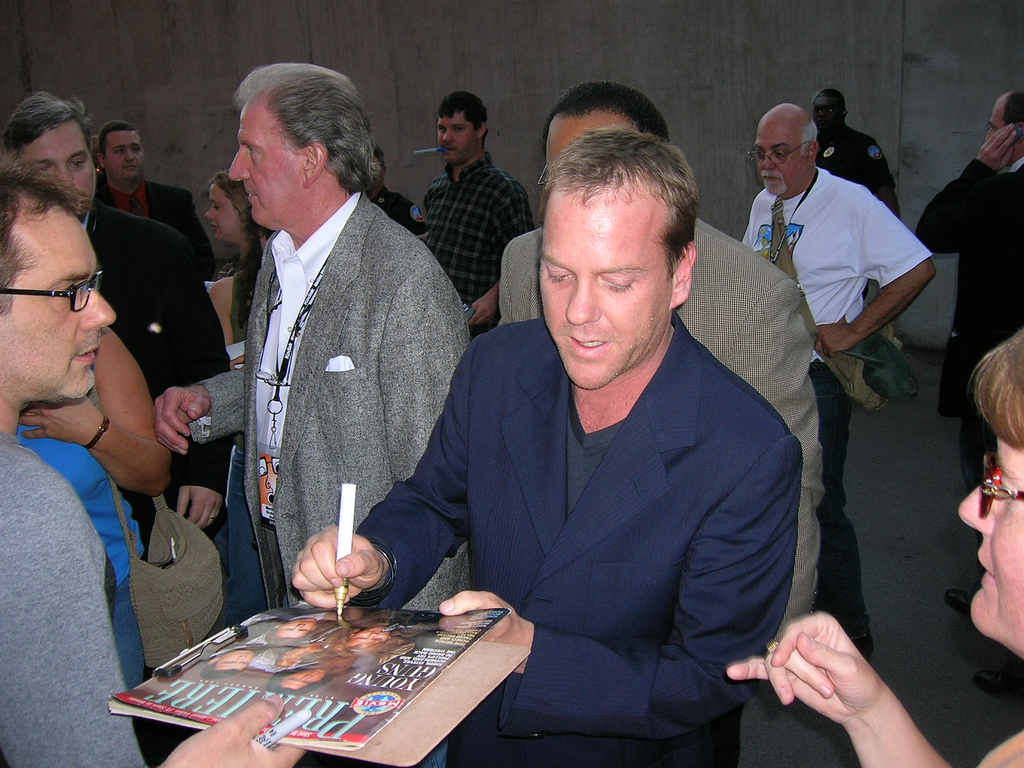
Kiefer Sutherland firma autografi a una conferenza di Green Hill nel 2007

Dopo aver esordito in Per fortuna c'è un ladro in famiglia (1983) ed essersi poi fatto conoscere con Il ragazzo della baia (1984), Storie incredibili (1985) e Stand by Me - Ricordo di un'estate (1986), Sutherland venne chiamato dall'allora emergente Joel Schumacher per recitare nel ruolo del capo di una banda di vampiri nel cult Ragazzi perduti (1987). Quest'apparizione lo fece notare al grande pubblico e lo rese una sorta di icona: il personaggio interpretato nel film finì sulle copertine delle più popolari riviste negli anni novanta.
Dopo essersi offuscata durante la seconda metà del succitato decennio, la sua popolarità crebbe notevolmente quando, tornato nel 2001 al piccolo schermo, interpretò il ruolo di Jack Bauer nella serie televisiva 24. La sua interpretazione gli valse la vittoria del Golden Globe l'anno successivo. Nel 2005, Sutherland è entrato a far parte del Canada's Walk of Fame, dove erano già presenti entrambi i suoi genitori, e ha guadagnato la copertina della rivista Rolling Stone nel mese di aprile 2006. Dopo essere stato candidato quattro volte all'Emmy Award, lo ha vinto nel 2006, per la sua interpretazione in 24; nello stesso anno, grazie a questa serie TV, Kiefer Sutherland si è classificato al 10º posto nella classifica dei divi più pagati, mentre nel 2009 è stato l'attore televisivo più pagato del mondo, con un compenso di 550,000 dollari a episodio.
Tra il 2012 e il 2013 ha preso parte alla serie TV Touch, per poi tornare a ricoprire il ruolo di Jack Bauer in 24: Live Another Day due anni dopo. Nel 2014 interpreta il senatore Quinto Attilio Corvo nel film Pompei di Paul W. S. Anderson. Dal 2016 al 2019 è stato protagonista della serie TV Designated Survivor, in cui impersona Tom Kirkman, sopravvissuto designato che si ritrova ad essere presidente degli Stati Uniti d'America.
Attivo pure come doppiatore, ha dato la voce al celebre personaggio Big Boss nella saga di Metal Gear Solid nei capitoli Ground Zeroes e The Phantom Pain. Per quanto riguarda il mondo videoludico la sua voce era presente anche in Call of Duty: World at War e in Call of Duty Black Ops IIII: Dead of the Night.

## Vita privata
Nel 1987, sposò l'attrice Camelia Kath, da cui ebbe una figlia, Sarah, nata nel 1988; la coppia avrebbe poi divorziato nel 1990.
In seguito, ottenne risonanza nei primi anni 90 la sua relazione con l'attrice Julia Roberts, soprattutto per la rottura del fidanzamento a tre giorni dal matrimonio. I due avrebbero dovuto sposarsi nel 1991, ma la cosa non avvenne perché la Roberts scoprì che Sutherland s'incontrava con un'altra donna. Lui smentì quanto successo.
Nel 1996, sposò Kelly Winn, da cui divorziò nel 2008, quattro anni dopo l'inizio delle pratiche per il divorzio e nove anni dopo la loro separazione.

### Vicende giudiziarie
Il 25 settembre 2007 fu arrestato per la quarta volta in 18 anni (le altre 3 avvennero nel 1989, nel 1993 e nel 2004) per guida in stato di ebbrezza. Il 9 ottobre 2007 venne condannato dal tribunale dello Stato della California a 30 giorni di prigione da scontare entro il 1º luglio 2008. Secondo quanto trapelato, Sutherland avrebbe accettato una sentenza più pesante, ma flessibile, per salvaguardare le riprese della settima stagione della serie televisiva 24; l'attore avrebbe difatti trascorso ulteriori 18 giorni, sotto la custodia dello Sceriffo della Contea di Los Angeles a partire dal 21 dicembre, proprio durante la pausa natalizia della serie.
Visto lo sciopero degli sceneggiatori che, dal 5 novembre 2007 al 12 febbraio 2008, bloccò le riprese di quasi tutte le più importanti serie televisive statunitensi, Sutherland decise di scontare tutti insieme i 48 giorni di carcere a cui era stato condannato, venendo rilasciato nel gennaio 2008. Kiefer dovette inoltre sottoporsi a un programma di disintossicazione dall'alcool, della durata di 18 mesi, e a sedute di terapia dell'alcolismo una volta alla settimana per sei settimane. Per finire, fu interdetto dalla guida di qualunque autoveicolo dal 9 novembre 2007 al 9 maggio 2008.
Il 6 maggio 2009, venne nuovamente arrestato per avere dato una testata allo stilista Jack McCollough, in un locale notturno di New York. Il 22 luglio 2009, venne assolto dalle accuse a seguito di una dichiarazione congiunta rilasciata da Sutherland e McCollough, tramite l'avvocato di Sutherland, nella quale Sutherland si scusava con McCollough.
Nel corso della sua vita, Kiefer ha avuto problemi anche con la cocaina.

## Filmografia

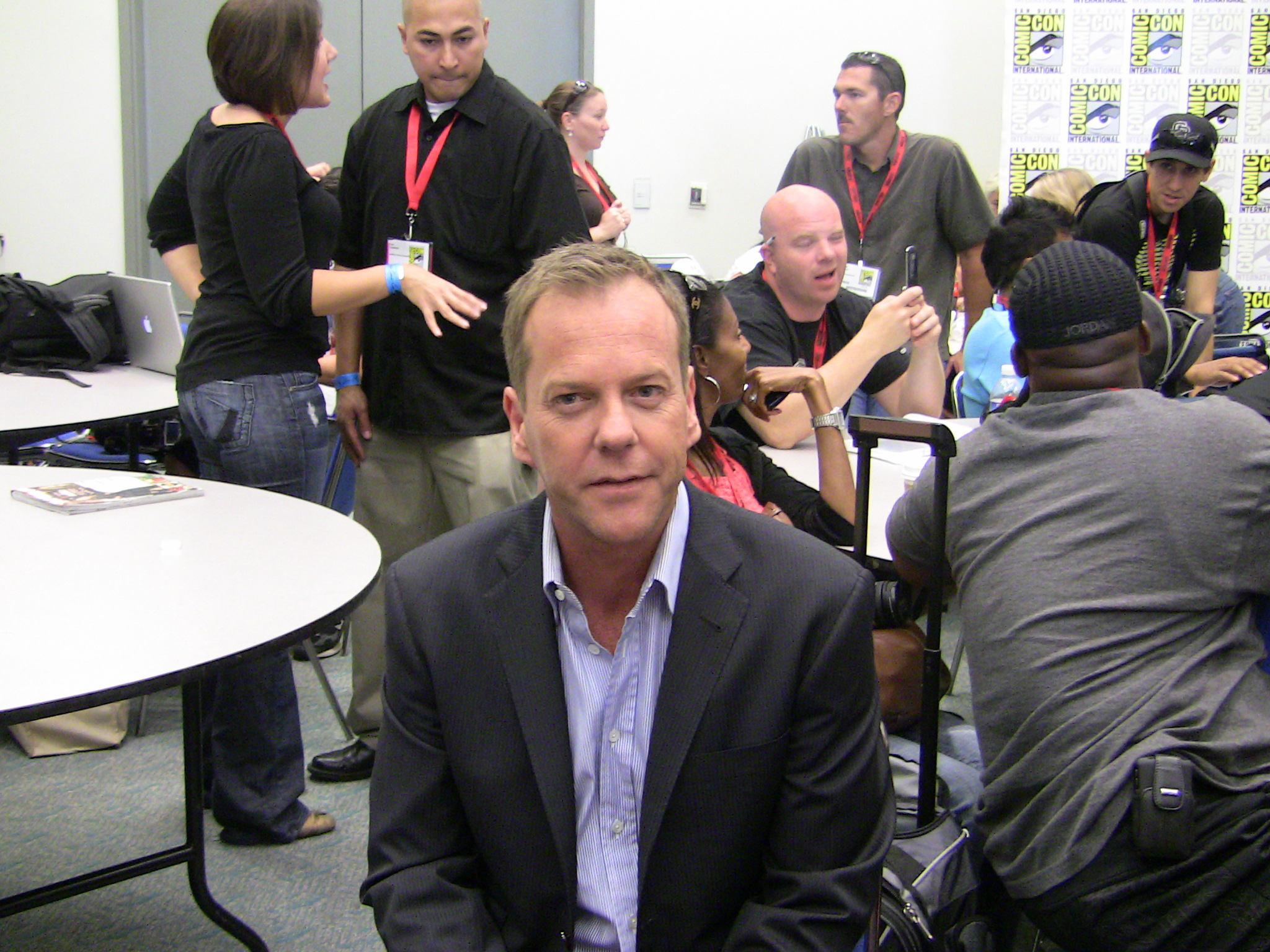
Kiefer Sutherland nel 2009 al Comic-Con di San Diego

### Attore

#### Cinema
- Per fortuna c'è un ladro in famiglia (Max Dugan Returns), regia di Herbert Ross (1983)
- Il ragazzo della baia (The Bay Boy), regia di Daniel Petrie (1984)
- A distanza ravvicinata (At Close Range), regia di James Foley (1986)
- Stand by Me - Ricordo di un'estate (Stand by Me), regia di Rob Reiner (1986)
- Ragazzi perduti (The Lost Boys), regia di Joel Schumacher (1987)
- Terra promessa (Promised Land), regia di Michael Hoffman (1987)
- Armato per uccidere (The Killing Time), regia di Rick King (1987)
- Crazy Moon, regia di Allan Eastman (1987)
- Le mille luci di New York (Bright Lights, Big City), regia di James Bridges (1988)
- Young Guns - Giovani pistole (Young Guns), regia di Christopher Cain (1988)
- 1969 - I giorni della rabbia (1969), regia di Ernest Thompson (1988)
- Faccia di rame (Renegades), regia di Jack Sholder (1989)
- Flashback, regia di Franco Amurri (1990)
- Chicago Joe (Chicago Joe and the Showgirl), regia di Bernard Rose (1989)
- Young Guns II - La leggenda di Billy the Kid (Young Guns II), regia di Geoff Murphy (1990)
- Linea mortale (Flatliners), regia di Joel Schumacher (1990)
- Articolo 99 (Article 99), regia di Howard Deutch (1992)
- Fuoco cammina con me (Twin Peaks: Fire Walk with Me), regia di David Lynch (1992)
- Codice d'onore (A Few Good Men), regia di Rob Reiner (1992)
- The Vanishing - Scomparsa (The Vanishing), regia di George Sluizer (1993)
- I tre moschettieri (The Three Musketeers), regia di Stephen Herek (1993) – Athos
- Due ragazze un tatuaggio e l'Fbi (Teresa's Tattoo), regia di Julie Cypher (1994) – cameo non accreditato
- Sonny & Pepper - Due irresistibili cowboy (The Cowboy Way), regia di Gregg Champion (1994)
- Doppia seduzione (Hourglass), regia di C. Thomas Howell (1995) – cameo non accreditato
- La prossima vittima (Eye for an Eye), regia di John Schlesinger (1996)
- Freeway - No Exit (Freeway), regia di Matthew Bright (1996)
- Il momento di uccidere (A Time to Kill), regia di Joel Schumacher (1996)
- Uomini spietati (The Last Days of Frankie the Fly), regia di Peter Markle (1997)
- Four Tales of Two Cities di registi vari (1996)
- Viaggio senza ritorno (Truth or Consequences, N.M.), regia di Kiefer Sutherland (1997)
- Dark City, regia di Alex Proyas (1998)
- Cuore di soldato (A Soldier's Sweetheart), regia di Thomas Michael Donnelly (1998)
- Break Up - Punto di rottura (Break Up), regia di Paul Marcus (1998)
- Rischio d'impatto (Ground Control), regia di Richard Howard (1998)
- Woman Wanted, regia di Kiefer Sutherland (1999)
- Beat, regia di Gary Walkow (2000)
- La prima vittima (After Alice), regia di Paul Marcus (1999)
- Ho solo fatto a pezzi mia moglie (Picking Up the Pieces), regia di Alfonso Arau (2000)
- Tentazione pericolosa (The Right Temptation), regia di Lyndon Chubbuck (2000)
- Ring of Fire (Cowboy Up), regia di Xavier Koller (2001)
- Fight for Freedom (To End All Wars), regia di David L. Cunningham (2001)
- Desert Saints, regia di Richard Greenberg (2002)
- L'ultima corsa (Dead Heat), regia di Mark Malone (2002)
- In linea con l'assassino (Phone Booth), regia di Joel Schumacher (2002)
- Due vite spezzate (Behind the Red Door), regia di Matia Karrell (2003)
- Paradise Found, regia di Mario Andreacchio (2003)
- Identità violate (Taking Lives), regia di D.J. Caruso (2004)
- Jiminy Glick in Lalawood, regia di Vadim Jean (2004) – cameo
- River Queen, regia di Vincent Ward (2005)
- The Sentinel - Il traditore al tuo fianco (The Sentinel), regia di Clark Johnson (2006)
- Riflessi di paura (Mirrors), regia di Alexandre Aja (2008)
- Melancholia, regia di Lars von Trier (2011)
- Il fondamentalista riluttante (The Reluctant Fundamentalist), regia di Mira Nair (2012)
- Pompei (Pompeii), regia di Paul W. S. Anderson (2014)
- Il fuoco della giustizia (Forsaken), regia di Jon Cassar (2015)
- Zoolander 2, regia di Ben Stiller (2016)
- Where Is Kyra?, regia di Andrew Dosunmu (2017)
- Flatliners - Linea mortale (Flatliners), regia di Niels Arden Oplev (2017)
- The Contractor, regia di Tarik Saleh (2022)
- Hanno clonato Tyrone (They Cloned Tyrone), regia di Juel Taylor (2023)
- Giurato numero 2 (Juror #2), regia di Clint Eastwood (2024)

#### Televisione
- Storie incredibili (Amazing Stories) – serie TV, episodio 1x05 (1985)
- Trappola silenziosa (Trapped in Silence), regia di Michael Tuchner – film TV (1986)
- Giustizia violenta (Brotherhood of Justice), regia di Charles Braverman – film TV (1986)
- Last Light - Storia di un condannato a morte (Last Light), regia di Kiefer Sutherland –film TV (1993)
- Fallen Angels – serie TV, 1 episodio (1995)
- Duke of Groove, regia di Griffin Dunne – cortometraggio (1996)
- Made in Canada – serie TV, 1 episodio (1999)
- 24 – serie TV, 192 episodi (2001-2010) – Jack Bauer
- L.A. Confidential - episodio pilota scartato (2003)
- 24: Day Six - Debrief - web serie - 5 episodi (2007)
- Corner Gas – serie TV, 1 episodio (2008)
- 24: Redemption, regia di Jon Cassar – film TV (2008) – Jack Bauer
- The Confession – webserie, 10 episodi (2011)
- Touch – serie TV, 26 episodi (2012-2013)
- 24: Live Another Day – miniserie TV, 12 puntate (2014) – Jack Bauer
- Babbo Natale deve morire (Marked), regia di Greg Ellis – cortometraggio (2014)
- Designated Survivor – serie TV, 53 episodi (2016-2019)
- The Fugitive – serie TV, 14 episodi (2020)
- The First Lady – serie TV, 10 episodi (2022)
- Rabbit Hole – serie TV (2023)
- L'ammutinamento del Caine - Corte marziale (The Caine Mutiny Court-Martial), regia di William Friedkin – film TV (2023)

### Doppiatore
- La favola del principe schiaccianoci (The Nutcracker Prince), regia di Paul Schibli (1990)
- Armitage III: Poly-Matrix, regia di Takuya Satô (1996) - versione in lingua inglese
- Alla ricerca della Valle Incantata 10 - La grande migrazione (The Land Before Time X: The Great Longneck Migration), regia di Charles Grosvenor (2003)
- The Flight That Fought Back, regia di Bruce Goodison - documentario (2005)
- 24: The Game - videogioco (2006) - Jack Bauer
- Uno zoo in fuga (The Wild), regia di Steve Williams (2006)
- La storia segreta di Stewie Griffin (Stewie Griffin: The Untold Story), regia di Pete Michels e Peter Shin (2005)
- Dragonlance (Dragonlance: Dragons of Autumn Twilight), regia di Will Meugniot (2008) – Raistlin Majere
- Call of Duty: World at War – videogioco (2008)
- Mostri contro alieni (Monsters vs. aliens), regia di Rob Letterman e Conrad Vernon (2009)
- B.O.B.'s Big Break, regia di Robert Porter - cortometraggio (2009)
- Mostri contro alieni - Zucche mutanti venute dallo spazio (Monsters vs Aliens: Mutant Pumpkins from Outer Space), regia di Peter Ramsey – film TV (2009)
- I Simpson (The Simpsons) – serie TV, episodi 18x05-18x21-23x01 (2006-2011)
- Twelve, regia di Joel Schumacher (2010)
- Sansone (Marmaduke), regia di Tom Dey (2010)
- Mostri contro alieni - La notte delle carote viventi (Monsters vs. Aliens: Night of the Living Carrots), regia di Robert Porter - cortometraggio (2011)
- Metal Gear Solid V: Ground Zeroes – videogioco (2014) – Big Boss
- Metal Gear Solid V: The Phantom Pain – videogioco (2015) – Big Boss, Venom Snake
- Call of Duty Black Ops IIII: Dead of the Night - videogioco (2018)

## Riconoscimenti
- Golden Globe

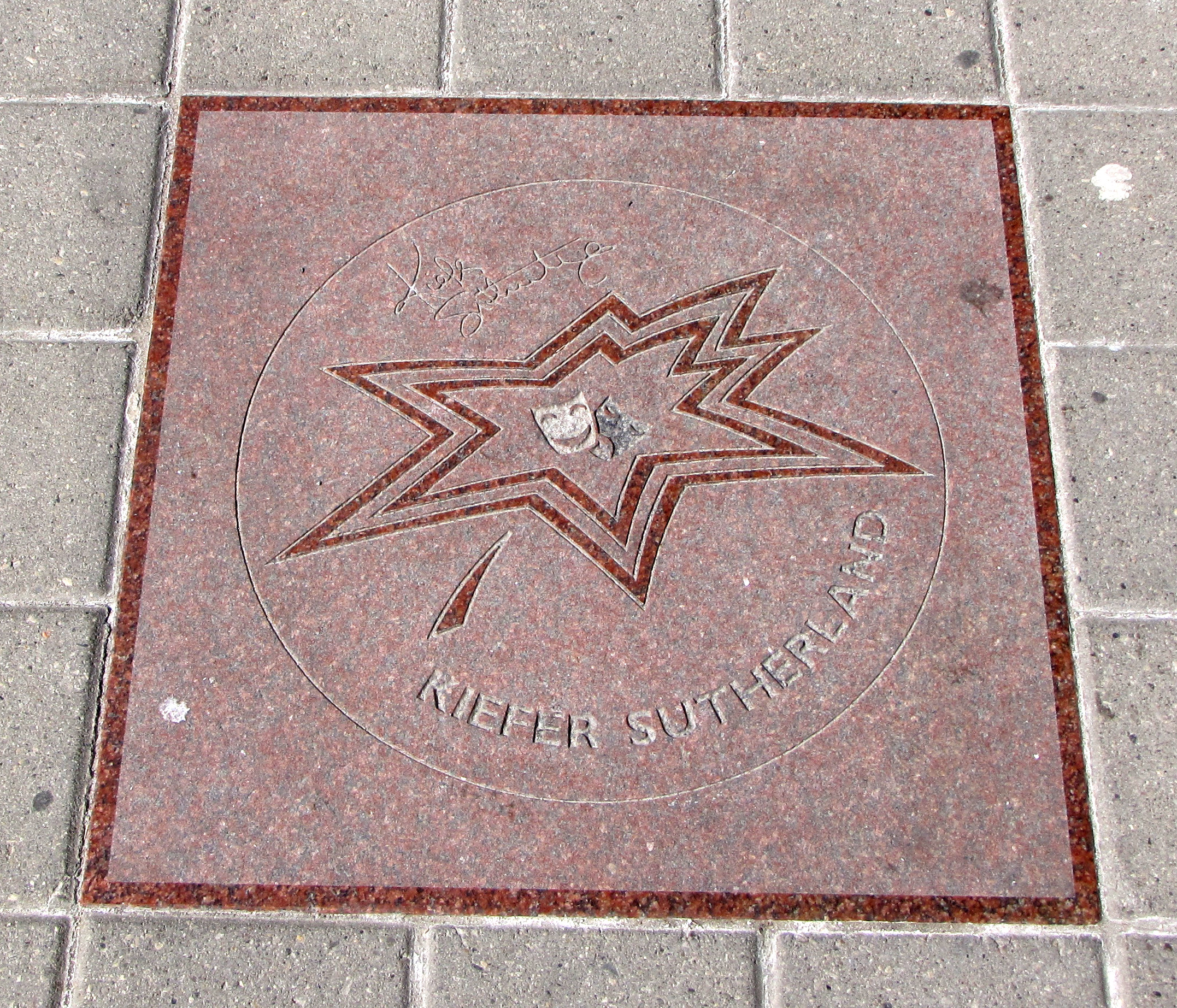
Stella di Kiefer Sutherland nella Canada's Walk of Fame

  - 2002 – Miglior attore in una serie drammatica per 24
  - 2003 – Candidatura al miglior attore in una serie drammatica per 24
  - 2004 – Candidatura al miglior attore in una serie drammatica per 24
  - 2006 – Candidatura al miglior attore in una serie drammatica per 24
  - 2007 – Candidatura al miglior attore in una serie drammatica per 24
  - 2009 – Candidatura al miglior attore in una mini-serie o film per la televisione per 24: Redemption

- Premio Emmy
  - 2002 – Candidatura al miglior attore protagonista in una serie drammatica per 24
  - 2003 – Candidatura al miglior attore protagonista in una serie drammatica per 24
  - 2004 – Candidatura al miglior attore protagonista in una serie drammatica per 24
  - 2005 – Candidatura al miglior attore protagonista in una serie drammatica per 24
  - 2006 – Miglior attore protagonista in una serie drammatica per 24
  - 2007 – Candidatura al miglior attore protagonista in una serie drammatica per 24
  - 2009 – Candidatura al miglior attore protagonista in una mini-serie o film per la televisione per 24: Redemption

## Doppiatori italiani
Nelle versioni in italiano delle opere in cui ha recitato, Kiefer Sutherland è stato doppiato da:
- Massimo Rossi in Young Guns - Giovani pistole, Flashback, Articolo 99, The Vanishing - Scomparsa, Uomini spietati, Break Up - Punto di rottura, La prima vittima, Fight for Freedom, 24, In linea con l'assassino, Identità violate, The Sentinel - Il traditore al tuo fianco, Riflessi di paura, 24: Redemption, Free Radio, Melancholia, The Confession, Il fondamentalista riluttante, Touch, 24: Live Another Day, Il fuoco della giustizia, Zoolander 2, Designated Survivor, The Contractor, The First Lady, Rabbit Hole, L'ammutinamento del Caine - Corte marziale, Giurato numero 2
- Francesco Pannofino in Le mille luci di New York, Faccia di rame, Linea mortale[36], Codice d'onore, Viaggio senza ritorno, Dark City, Woman Wanted
- Roberto Pedicini in Chicago Joe, Last Light - Storia di un condannato a morte, Freeway - No Exit
- Riccardo Rossi ne Il ragazzo della baia, Terra promessa
- Marco Guadagno in Storie incredibili
- Fabio Boccanera in A distanza ravvicinata
- Loris Loddi in Stand by Me - Ricordo di un'estate
- Massimiliano Manfredi in Trappola nel silenzio
- Claudio De Angelis in Ragazzi perduti
- Sergio Luzi in 1969 - I giorni della rabbia
- Angelo Maggi in Young Guns II - La leggenda di Billy the Kid
- Gaetano Varcasia in Fuoco cammina con me
- Massimo Giuliani ne I tre moschettieri
- Massimo Corvo in Sonny & Pepper - Due irresistibili cowboys
- Massimo Lodolo ne La prossima vittima
- Antonio Sanna ne Il momento di uccidere
- Alessio Cigliano in Cuore di soldato
- Luca Ward in Ho solo fatto a pezzi mia moglie
- Oliviero Corbetta in Due vite spezzate
- Francesco Prando in Pompei
- Alberto Angrisano in Babbo Natale deve morire
- Paolo Maria Scalondro in Flatliners - Linea mortale
- Marco Mete in Hanno clonato Tyrone

Da doppiatore è sostituito da:
- Marco Mete in Mostri contro alieni, Mostri contro alieni - Zucche mutanti venute dallo spazio, Mostri contro alieni: La Notte delle Carote Viventi
- Massimo Rossi ne Dragonlance, I Simpson (ep. 23x01)
- Roberto Draghetti ne I Simpson (ep. 18x05)
- Luigi Ferraro ne I Simpson (ep. 18x21)
- Francesco Bulckaen ne La favola del principe Schiaccianoci
- Massimiliano Lotti in Alla ricerca della Valle Incantata 10 - La grande migrazione
- Ricky Tognazzi in Uno zoo in fuga
- Ruggero Andreozzi in Call of Duty: World at War
- Paolo Marchese in Sansone